# Ramón Búa Otero
Ramón Búa Otero (A Illa de Arousa, 28 aprile 1933 – Vigo, 21 aprile 2012) è stato un vescovo cattolico spagnolo.

## Biografia
Ramón Búa Otero nacque ad A Illa de Arousa il 28 aprile 1933.

### Formazione e ministero sacerdotale
All'età di vent'anni entrò nel seminario di Tui; proseguì gli studi a Roma. Conseguì la licenza in teologia presso la Pontificia Università Gregoriana e la licenza in Sacra Scrittura presso il Pontificio Istituto Biblico.
Il 28 aprile 1933 fu ordinato presbitero per la diocesi di Tui-Vigo. In seguito fu prefetto di filosofia nel seminario maggiore di Vigo, delegato per l'insegnamento e la catechesi, professore di religione presso l'Istituto nazionale femminile di istruzione secondaria di Vigo dal 1969, assessore della stazione radio COPE-Vigo, canonico lettore della cattedrale di Tui dal 1972 e parroco della parrocchia della concattedrale di Santa Maria a Vigo dal 1978 al 1982.

### Ministero episcopale
L'11 gennaio 1982 papa Giovanni Paolo II lo nominò vescovo di Tarazona. Ricevette l'ordinazione episcopale il 21 febbraio successivo dall'arcivescovo Antonio Innocenti, nunzio apostolico in Spagna, co-consacranti l'arcivescovo metropolita di Saragozza Elías Yanes Álvarez e quello di Oviedo Gabino Díaz Merchán.
Nel 1985 avviò i lunghi lavori di restauro della cattedrale di Nostra Signora dell'Orto che ebbero termine nel 2011 e costarono circa 20 milioni di euro.
Il 14 settembre 1989 lo stesso papa Giovanni Paolo II lo nominò vescovo di Calahorra e La Calzada-Logroño.
Dopo il suo ingresso in diocesi istituì le giornate pastorali diocesane che ebbero inizio dall'anno successivo. Nel 1993 creò il consiglio pastorale diocesano. Il 16 gennaio 2000 aprì i lavori del sinodo diocesano, che in diocesi non veniva convocato da cent'anni e che vide la partecipazione di 226 sacerdoti e laici. Tra le conclusioni tratte è da indicare in particolare che "il compito dell'evangelizzazione di tutti gli uomini costituisce la missione essenziale della Chiesa". Nel dicembre del 2000 firmò lo statuto quadro per le confraternite della diocesi, che spesso soffrivano di una mancanza di unità. Rinnovò la missione diocesana in Benin e ne avviò una in Ecuador.
Il 15 settembre 2003 papa Giovanni Paolo II accettò la sua rinuncia al governo pastorale della diocesi per motivi di salute. Qualche settimana prima aveva subito un grave incidente stradale. Si trasferì nella casa sacerdotale "Nosa Señora da Guía" a Vigo.
In seno alla Conferenza episcopale spagnola fu membro della commissione per l'insegnamento e la catechesi dal 1984 al 1999, della commissione congiunta dei vescovi e dei superiori maggiori dal 1984 al 1993 e della commissione per i seminari e le università dal 1993 al 2005.
Morì nella casa sacerdotale "Nosa Señora da Guía" a Vigo la mattina del 21 aprile 2012 all'età di 78 anni. Le esequie si tennero il 23 aprile alle ore 17 nella chiesa parrocchiale di A Illa de Arousa. Al termine del rito fu sepolto nella tomba di famiglia nel cimitero dell'isola.

## Genealogia episcopale
La genealogia episcopale è:
- Cardinale Scipione Rebiba
- Cardinale Giulio Antonio Santori
- Cardinale Girolamo Bernerio, O.P.
- Arcivescovo Galeazzo Sanvitale
- Cardinale Ludovico Ludovisi
- Cardinale Luigi Caetani
- Cardinale Ulderico Carpegna
- Cardinale Paluzzo Paluzzi Altieri degli Albertoni
- Papa Benedetto XIII
- Papa Benedetto XIV
- Papa Clemente XIII
- Cardinale Marcantonio Colonna
- Cardinale Giacinto Sigismondo Gerdil, B.
- Cardinale Giulio Maria della Somaglia
- Cardinale Carlo Odescalchi, S.I.
- Cardinale Costantino Patrizi Naro
- Cardinale Lucido Maria Parocchi
- Papa Pio X
- Cardinale Gaetano De Lai
- Cardinale Raffaele Carlo Rossi, O.C.D.
- Cardinale Amleto Giovanni Cicognani
- Cardinale Antonio Innocenti
- Vescovo Ramón Búa Otero